# Bikkia lenormandii
Bikkia lenormandii là một loài thực vật thuộc họ Rubiaceae. Đây là loài đặc hữu của New Caledonia.